# 젊음의 행진
《젊음의 행진》은 1980년 9월 21일부터 1994년 2월 19일까지 대한민국의 KBS에서 제작·방송됐던 젊은층 대상으로 음악 프로그램이다.

## 개요
젊음의 리듬과 웃음을 밝고 건전한 노래의 중심으로 엮는 프로그램이다. 개그맨과 출연자가 함께 꾸미는 콩트 코너가 가수들의 무대 사이사이에 배치된 게 특징이었고 주요 시청층인 대학생과 청소년층의 문화 행사를 소개하는 장이 되기도 하였다. 생동감있는 신예 스타들의 등용문 역할을 하며 1980년대 초, 중반까지는 대학가요제 출신 가수나 대학가의 소문난 가창력의 소유자들을 대학생 가수란 수식어를 붙여 자주 무대에 올렸다. 가수 원미연이 이 프로그램이 낳은 대표적인 대학생 가수였다. 1989년부터는 대학 문화보다는 10대 청소년의 취향에 초점을 맞춘 전속 아이돌 그룹을 고정 출연시키기도 하였다. 이규석, 김혜림, 안혜지로 구성된 '통크나이'가 진행과 노래를 총체적으로 책임지는 역할을 했고 롤러스케이트로 무장한 댄스그룹 '야차'도 있었다. 1992년 10월 가을 개편 때 폐지되었다가 1993년 1년만에 다시 부활하나, 1994년 2월 부분 개편 때 건전한 청소년 문화를 이끈다는 명목하에 다시 폐지하고 열린음악회의 청소년 대상 버전인 청소년 음악회를 신설했다.
한편, 메인 MC 중 하나였던 손창민은 <젊음의 행진> 이후 한동안 연기활동에 주력해 왔다가 97년 6월 15일 첫 회가 나간 SBS <TV 특급 일요일이 좋다>로 예능프로그램 진행자 복귀를 했는데 손창민 등 3명의 공동 MC와 게스트들이 떼거리로 몰려나와 무대위를 어수선하게 어지럽히는 것부터가 `소란스런 쇼프로그램이 아니다'라는 변명을 무색케한 모습이었을뿐 아니라 프로 자체도 유치한 수준을 벗어나지 못한 점, 손창민의 안정감을 잃고 허둥대는 듯한 서툰 진행 등의 지적을 샀으며 결국 1997년 7월 20일부터 <아이러브 코미디>와 시간대를 맞바꿔 일요일 오후 7시에 방영됐지만 그 해 가을개편으로 막을 내려야 했고 손창민은 그 이후 iTV <3일간의 사랑> 외에는 예능 프로그램 MC 활동이 뜸해졌다.

## 역대 MC
- 이택림, 진미령 (1980년)
- 이택림, 성병숙 (1980년)
- 송승환, 왕영은 (1981년 ~ 1984년)
- 손창민, 김현주 (1984년 ~ 1986년)
- 손창민, 예명숙 (1986년)
- 민규, 배종옥 (1986년 ~ 1987년)
- 최수종, 하희라 (1987년 ~ 1988년)
- 최수종, 김지은 (1988년 ~ 1989년)
- 이규석, 이종은 (1989년)
- 이규석, 김혜림, 박미령 (1989년)
- 이정현, 이상은 (1989년 ~ 1990년)
- 이상원, 이상은 (1989년 ~ 1990년)
- 조정현, 이상아 (1990년~1991년)
- 안정훈 (1991년)
- 안정훈, 원미연 (1991년 ~ 1992년)
- 안정훈, 나현희 (1992년)
- 정원관, 윤현숙, 김호진 (1993년 ~ 1994년)

## 방송 사고
- 1983년 3월 20일 생방송 중 당시 송골매의 보컬이었던 가수 배철수가 감전사고를 당했다.[5] 이로 인해 이때부터 종영까지 녹화방송으로 진행되었다.

## 같이 보기
- KBS 대학가요축제
- 가요 톱 10
- 100분 쇼 → 쇼86 → 쇼 여러분 → 쇼 특급 → 쇼 토요특급 (KBS 1TV)
- 토요대행진 (KBS 2TV)